# مغنيسيا (على جبل سيبيلوس)
مغنيسيا (ملاحظة 1) هي اسم لمدينة تاريخية كانت تابعة لمملكة ليديا وهي تقع حالياً في مدينة مانيسا التركية. تقع المدينة على سفح جبل سيبيلوس (Mount Sipylus)، وهو الذي يميزها عن مدينة مغنيسيا الأقدم الواقعة على على نهر مندريس والتي شَهدت معركة مغنيسيا خلال الحرب الرومانية السلوقية.